# Theodor Todeschini
Theodor Todeschini (25 de março de 1830 — 9 de março de 1900) foi um administrador brasileiro.
Orientou o presidente da província de Santa Catarina Francisco Carlos de Araújo Brusque na criação da Colônia Teresópolis. Foi diretor da Colônia Santa Isabel, de 15 de dezembro de 1865 a 19 de outubro de 1868, sendo substituído pelo tenente-coronel Gaspar Xavier Neves.